# Pedro Castelo
Pedro Castelo é um locutor de rádio e especialista em automobilismo. Foi o primeiro apresentador do programa Em Órbita, emitido em 1 de abril de 1965, na Rádio Clube Português. Deu a voz a outros programas como Enquanto For Bom Dia e A 23ª Hora. Em meados da década de 1990, foi director de programas na RDP.